# Јаши
Јаши или Јаш (рум. Iaşi) је један од најзначајнјиих градова у Румунији. Град се налази у североисточном делу земље, у историјској покрајини Молдавија. Јаши је управно средиште истоименог округа Јаши и културно и привредно средиште румунске Молдавије. То је и највећи економски и културни центар области североисточно од Букурешта.
Јаши се простире се на 91,51 km² и према попису из 2021. године у граду је живело 271.692 становника што га чини трећим највећим у земљи после Букурешта и Клуж-Напоке.
Град Јаши је био престоница Молдавије од 16. века до 1861. као и Румуније између 1916-1918. за време Првог светског рата.

## Географија
Јаши се налази у средишњем делу покрајине Молдавије, а близу данашње границе румунске Молдавије и државе Молдавије. Град се налази у области молдавског побрђа, типичног за ову историјску покрајину. Око града терен је нешто нижи и равнији, што је био разлог образовања града на овом месту. Важна река Прут, погранична ка држави Молдавији, налази се око 10 km источно од града.

## Историја
Значај града почиње да расте после премештања седишта Кнежевине Молдавије из Сучаве. Током следећег раздобља град је био седиште кнезова зависних од османских власти у Цариграду. У следећим вековима град је преживео више ратних разарања и пожара, али се брзо обнављао захваљујући важним функцијама управног, културног и образовног центра.
Године 1792, град и Кнежевина Молдавија се ослобађају вазалства према Османлијама у корист Русије. Године 1861. Јаши губи положај средишта независне кнежевине и постаје други по важности град у новообразованој држави Румунији. И поред тога развој града се наставио. Град је добио много велелепних здања и значајних установа.
Град Јаши је био престоница Румуније у периоду од 1916. до 1918. за време Првог светског рата. Током Другог светског рата град је тешко страдао. После рата Јаши је доживео брз и нагли привредни развој и демографски раст.

## Срби у Јашију
Јаши је стари кнежевски - главни град Молдавије, или како наше епске песме певају - "Карабогданске". У Јашију се сада налазе мошти Св. Петке, ранохришћанске светитељке која се једно време налазила у Београду цркви, па је 1521. године однета од стране протераних Срба у Цариград. У 17. веку је продата у Цариграду - молдавском кнезу који ју је однео у Јаши.
Симеон Пишчевић мемоарист српски, бавио се у Јашију око 1790. године.
Ту се двапут за кратко време решавала судбина Срба; склапани су мировни споразуми између Русије и Турске, након ратова - 1792. и 1809. године.
У граду су били смештени многи Срби избегли из устаничке Србије, након пропасти Првог српског устанка. Српски војвода Петар Добрњац је умро у Јашију 1828. године. Неколико гарнитура српских депутата је походило Јаши, тражећи решење за националне интересе. Зна се да је тамо дуже боравио као српски депутат Чардаклија. Карађорђе је оставио Југовића у Јашију, да би му слао информације о догађајима и приликама. Ту се иначе налазио руски конзул Иполит Балкунов, од којег се очекивала помоћ и посредовање код Турака.
Србин, пуковник Стеван Живковић је био 1818. године умешан у устанак у Јашију. То се десило 8-9. јуна када је стигао тамо Живковић. У тој буни учествовали су неки Срби, његови познаници, а он је био тесно повезан са Емануилом Ксантосом једним од организатора "Хетерије".
Када је 1839. године славни српски путописац Јоаким Вујић, путујући за Русију свратио у град, одсео је код јединог Србина тада у месту. Био је то трговац са дућаном Михаил Станић родом из села Рац Козара у Барањи.

## Становништво
| 1912.  | 1930.   | 1948.  | 1956.   | 1966.   | 1977.   | 1992.   | 2002.   | 2011.   | 2021.   |
| ------ | ------- | ------ | ------- | ------- | ------- | ------- | ------- | ------- | ------- |
| 75.229 | 102.872 | 94.075 | 112.977 | 161.023 | 256.002 | 344.425 | 320.888 | 290.422 | 271.692 |

Према попису из 2021. на територији града Јаши живело је 271.692 становника што је мање за 18.730 (-6,45%) у односу на претходни попис из 2011. на ком је било 290.422 становника.
Према последњем попису становништва из 2021. године, већинско становништво чинили су Румуни.
| Етнички састав према попису из 2021.‍ | Етнички састав према попису из 2021.‍ | Етнички састав према попису из 2021.‍ | Етнички састав према попису из 2021.‍ | Етнички састав према попису из 2021.‍ |
| ------------------------------------ | ------------------------------------ | ------------------------------------ | ------------------------------------ | ------------------------------------ |
|                                      |                                      |                                      |                                      |                                      |
| Румуни                               | Румуни                               |                                      | 200.377                              | 73,75%                               |
| Роми                                 | Роми                                 |                                      | 699                                  | 0,26%                                |
| Липовани                             | Липовани                             |                                      | 201                                  | 0,07%                                |
| Јевреји                              | Јевреји                              |                                      | 121                                  | 0,04%                                |
| Италијани                            | Италијани                            |                                      | 93                                   | 0,03%                                |
| Остали                               | Остали                               |                                      | 868                                  | 0,32%                                |
| Непознато                            | Непознато                            |                                      | 69.333                               | 25,52%                               |

Матични Румуни чине већину градског становништва Јашија, а од мањина присутни су Роми. Некада су у граду живеле и заједнице Јевреја и Јермена.

## Занимљивости
Јаши је највише познат као верско средиште и најзначајније место ходочашћа на тлу Румуније. Има и велики број цркава, преко 50, од којих су неке важне и ван граница Румуније.
- Најзначајније градске цркве су:
  - Најважнија црква је Саборни храм Митрополије Молдавске, у коју су у 18. веку из Цариграда пренете мошти свете Петке.
  - Црква света Три Јерарха из 18. века, коју је подигао кнез Василе Лупу и у коју су првобитно биле положене мошти свете Петке.
  - Црква св. Николе из 15. века је најстарија црква у граду, чији је ктитор молдавски кнез Стефан ћел Маре

У Јашију се налази и најстарији универзитет у земљи на којем студира преко 60.000 студената на пет државних и 3 приватна факултета.
Град има и Народно позориште (најстарије у Румунији), оперу, државну филхармонију, централну универзитетску библиотеку (најстарију у земљи) и ботаничку башту (најстарију и највећу у Румунији). Александар Пишчевић је у својим мемоарима описао један новогодишњи обичај 1790.-1791. г. у Јашију. Групе људи бичевима ударају испред кућа, тако терају стару годину и честитају нову. Тај "обред" се наплаћивао али Александар није хтео да га плати и да учествује у том "чудном обичају".

## Партнерски градови
- Кишињев
- Асјут
- Атенс
- Filacciano
- Forano
- Irbid
- Исфахан
- Јерихон
- Кожани
- Монтереј
- Morlupo
- Нацано
- Нетанја
- Падова
- Перистери
- Поатје
- Квебек
- Sant'Oreste
- Torrita Tiberina
- Вилнев д’Аск
- Си'ан
- Ајндховен
- Велико Трново
- Виница
- Илијуполи
- Francavilla al Mare
- Чернивци

## Галерија
- Манастир Галата
- Универзитет „Јоан Куза“
- Главна пошта
- Новија градска четврт Канта